# Председник Естоније
Председник Републике Естоније (ест. Eesti Vabariigi President) према Уставу је званичан шеф државе и обједињује извршну и законодавну власт у Естонији. Председник има углавном церемонијалне овласти и нема директну и непосредну извршну власт.
Бира се гласањем у националном парламенту Ригикогу, а кандидат званично постаје председник када добије више од две трећине гласова у парламенту. Уколико и након три круга гласања кандидат не добије одговарајући број гласова у парламенту, формира се посебна изборна комисија коју поред чланова парламента чине и представници свих локалних органа власти (минимум по један представник сваке општине). Мандат председника траје 5 година, а поново на исту функцију може да буде биран неограничен број пута, с тим да може да повеже максимум два мандата у континуитету. Председник у време свог мандата не сме бити члан ни једне политичке партије, а такође мора да замрзне све остале политичке и привредне активности.
Функција председника државе званично је уведена 1938. године, а први председник Естоније био је Константин Патс. Пре тога у периоду 1920−1934. на челу државе налазио се „шеф државе” (ест. Riigivanem) који је комбиновао функције које имају данашњи председник и премијер. У том периоду на челу Естоније било је укупно 16 шефова државе, а Патс је биран на ту функцију чак 5 пута. Устав из 1934. раздвојио је функцију шефа државе од функције председника владе, али није ступио на снагу пошто је Патс исте године извршио државни удар и распустио парламент. Совјетске власти су у јулу 1940. депортовале Патса у град Уфу у Сибиру. Након тога,  у складу са важећим Уставом функцију председника преузео је про-совјетски премијер Јоханес Варес који је потом потписао званичан документ о анексији Естоније од стране Совјетског Савеза. У периоду под совјетском влашћу (1944−1991) седиште председника Естоније налазило се у егзилу у Стокхолму.
За првог председника Друге Републике изабран је Ленарт Мери који је на власти био од октобра 1992. до октобра 2001. године. Након њега функцију председника државе обављали су још и Арнолд Рител (2001−2006), Томас Хендрик Илвес (2006−2016), те од 2016. Керсти Каљулаид као прва жена на месту председника државе.

## Списак председника Естоније
| #  | Слика | Име                 | Дужност преузео   | Дужност напустио  | Политичка партија          | Датум рођења и смрти                                                           |
| -- | --- | ------------------- | ----------------- | ----------------- | -------------------------- | ------------------------------------------------------------------------------ |
| 1. | | Константин Патс     | 24. април 1938.   | 23. јул 1940.     | Патриотска лига Естоније   | 23. фебруар 1874. (Тахкурана) † 18. јануар 1956. (Бурашево, Калињинска област) |
| 1. | 1938 - I круг - изабран као једини кандидат са 219 од 238 гласова (92,0%).                                                                          | Константин Патс     |                   |                   |                            |                                                                                |
| 2. | | Ленарт Мери         | 6. октобар 1992.  | 8. октобар 2001.  | Коалиција Про патрија      | 29. март 1929. (Талин) † 14. март 2006. (Талин)                                |
| 2. | 1992 - II круг - изабран у парламенту са 59 од 101 гласова (58,4%). 1996 - V круг - изабран од стране изборне комисије са 196 од 372 гласа (52,7%). | Ленарт Мери         |                   |                   |                            |                                                                                |
| 3. | | Арнолд Рител        | 8. октобар 2001.  | 9. октобар 2006.  | Естонска народна унија     | 10. мај 1928. (Лајмјала, Сарема)                                               |
| 3. | 2001 - V круг - изабран од стране изборне комисије са 186 од 366 гласова (50,8%).                                                                   | Арнолд Рител        |                   |                   |                            |                                                                                |
| 4. | | Томас Хендрик Илвес | 9. октобар 2006.  | 10. октобар 2016. | Социјалдемократска партија | 26. децембар 1953. (Стокхолм, Шведска)                                         |
| 4. | 2006 - IV круг - изабран од стране изборне комисије са 174 од 345 гласова (50,4%). 2011 - I круг - изабран у парламенту са 73 од 101 гласа (72,3%). | Томас Хендрик Илвес |                   |                   |                            |                                                                                |
| 5. | | Керсти Каљулаид     | 10. октобар 2016. | 11. октобар 2021. |                            | 30. децембар 1969. (Тарту)                                                     |
| 5. | 2016 - VI круг - изабрана у парламенту са 81 од 98 гласова (80%).                                                                                   | Керсти Каљулаид     |                   |                   |                            |                                                                                |
| 5. | | Алар Карис          | 11. октобар 2021. | На функцији       |                            | 26. март 1958. (Тарту)                                                         |
| 5. | |                     |                   |                   |                            |                                                                                |